# Sportverein Stuttgarter Kickers 2012-2013
Questa voce raccoglie le informazioni riguardanti lo Sportverein Stuttgarter Kickers nelle competizioni ufficiali della stagione 2012-2013.

## Stagione
Nella stagione 2012-2013 il Stuttgarter Kickers, allenato da Dirk Schuster, Guido Buchwald, Gerd Dais e Massimo Morales, concluse il campionato di 3. Liga al 17º posto.

## Rosa
| N. |                     | Ruolo | Calciatore                |
| -- | ------------------- | ----- | ------------------------- |
| 1  | Germania (bandiera) | P     | Daniel Wagner             |
| 2  | Germania (bandiera) | D     | Fabian Baumgärtel         |
| 3  | Germania (bandiera) | D     | Patrick Auracher          |
| 4  | Germania (bandiera) | D     | Simon Köpf                |
| 5  | Germania (bandiera) | D     | Julian Leist              |
| 6  | Germania (bandiera) | C     | Sandrino Braun-Schumacher |
| 7  | Slovenia (bandiera) | C     | Marcel Ivanuša            |
| 8  | Germania (bandiera) | A     | Nicolai Groß              |
| 9  | Germania (bandiera) | A     | Marco Grüttner            |
| 10 | Italia (bandiera)   | C     | Enzo Marchese             |
| 11 | Germania (bandiera) | A     | Daniel Engelbrecht        |
| 14 | Germania (bandiera) | A     | Tobias Rühle              |
| 15 | Gambia (bandiera)   | A     | Omar Jatta                |
| 16 | Germania (bandiera) | D     | Fabio Leutenecker         |

| N. |                        | Ruolo | Calciatore              |
| -- | ---------------------- | ----- | ----------------------- |
| 17 | Germania (bandiera)    | D     | Fabian Gerster          |
| 18 | Germania (bandiera)    | C     | Kevin Dicklhuber        |
| 19 | Germania (bandiera)    | D     | Kai-Bastian Evers       |
| 20 | Germania (bandiera)    | D     | Thorben Stadler         |
| 22 | Germania (bandiera)    | C     | Jérôme Gondorf          |
| 23 | Turchia (bandiera)     | P     | Günay Güvenc            |
| 24 | Germania (bandiera)    | C     | Mahir Savranlioglu      |
| 26 | Stati Uniti (bandiera) | D     | Royal-Dominique Fennell |
| 28 | Germania (bandiera)    | D     | Pascal Schmidt          |
| 29 | Germania (bandiera)    | A     | Marcos Álvarez          |
| 31 | Germania (bandiera)    | P     | Steffen Kraus           |
| 38 | Germania (bandiera)    | P     | Markus Krauss           |
| 40 | Serbia (bandiera)      | A     | Nermin Ibrahimovic      |

## Organigramma societario
Area tecnica
- Allenatore: Massimo Morales
- Allenatore in seconda: Jürgen Hartmann
- Preparatore dei portieri: Tobias Linse
- Preparatori atletici:

## Calciomercato

### Sessione estiva
| Acquisti | Acquisti                  | Acquisti              | Acquisti |
| R.       | Nome                      | da                    | Modalità |
| -------- | ------------------------- | --------------------- | -------- |
| A        | Marcos Álvarez            | Eintracht Francoforte |          |
| C        | Sandrino Braun-Schumacher | Pfullendorf           |          |
| C        | Kevin Dicklhuber          | Pfullendorf           |          |
| D        | Kai-Bastian Evers         | Sportfreunde Lotte    |          |
| P        | Markus Krauss             | Fortuna Düsseldorf    |          |
| A        | Tobias Rühle              | Heidenheim            |          |
| D        | Pascal Schmidt            | Stoccarda U19         |          |
| D        | Thorben Stadler           | Karlsruhe             |          |

| Cessioni | Cessioni            | Cessioni             | Cessioni |
| R.       | Nome                | a                    | Modalità |
| -------- | ------------------- | -------------------- | -------- |
| A        | Marcel Brandstetter | Reutlingen           |          |
| C        | Alessandro Abruscia | Hoffenheim II        |          |
| C        | Demis Jung          | Nöttingen            |          |
| C        | Ramazan Kandazoğlu  | Kickers Stoccarda II |          |
| C        | Nico Plattek        | Kickers Stoccarda II |          |
| C        | Philip Türpitz      | Schalke 04 II        |          |
| A        | Uğur Yilmaz         | Illertissen          |          |

### Sessione invernale
| Acquisti | Acquisti           | Acquisti             | Acquisti |
| R.       | Nome               | da                   | Modalità |
| -------- | ------------------ | -------------------- | -------- |
| D        | Fabian Baumgärtel  | Alemannia Aquisgrana |          |
| A        | Nicolai Groß       | Heidenheim           |          |
| A        | Daniel Engelbrecht | Bochum               |          |

| Cessioni | Cessioni     | Cessioni            | Cessioni |
| R.       | Nome         | a                   | Modalità |
| -------- | ------------ | ------------------- | -------- |
| A        | Peter Sprung | Vikt. Aschaffenburg |          |
| A        | Rico Wentsch | Hoffenheim II       |          |

## Risultati

### 3. Liga

#### Girone di andata
| Arbitro: | Bandurski |

|                     |           |              |
| Berger 33’ Plat 84’ | Marcatori | 20’ Grüttner |

| Stoccarda 28 luglio 2012, ore 14:00 CEST 2ª giornata | Kickers Stoccarda | 0 – 0 referto | Wehen Wiesbaden | Gazi-Stadion auf der Waldau (3 510 spett.)\| Arbitro: \| Steuer \| |
| Arbitro:                                             | Steuer            |               |                 |                                                                    |

| Arbitro: | Winkmann |

|                         |           |              |
| Frommer 10’ Göhlert 68’ | Marcatori | 49’ Grüttner |

| Stoccarda 8 agosto 2012, ore 19:00 CEST 4ª giornata | Kickers Stoccarda | 0 – 0 referto | Hallescher | Gazi-Stadion auf der Waldau (4 600 spett.)\| Arbitro: \| Stein \| |
| Arbitro:                                            | Stein             |               |            |                                                                   |

| Arbitro: | Hartmann |

|               |           |                                                |
| Benyamina 13’ | Marcatori | 20’ Fennell 44’, 90’ Grüttner 55’ Savranlioglu |

| Arbitro: | Bandurski |

|                                    |           |  |
| Grüttner 22’ Fennell 33’ Rühle 86’ | Marcatori |  |

| Arbitro: | Ostheimer |

|          |           |  |
| Klos 52’ | Marcatori |  |

| Arbitro: | Rohde |

|                                        |           |                |
| Savranlioglu 3’ Leist 59’ Grüttner 88’ | Marcatori | 47’ Baumgärtel |

| Arbitro: | Giese |

|                    |           |           |
| Meißner 45’ (rig.) | Marcatori | 68’ Leist |

| Arbitro: | Beitinger |

|                      |           |                     |
| Braun-Schumacher 11’ | Marcatori | 2’ Ziemer 9’ Kohler |

| Arbitro: | Gerach |

|                          |           |  |
| Hahn 30’, 89’ Vogler 87’ | Marcatori |  |

| Arbitro: | Christ |

|  |           |                          |
|  | Marcatori | 35’ Klingmann 70’ Alibaz |

| Arbitro: | Osmers |

|  |           |                                |
|  | Marcatori | 53’ Marchese 69’, 76’ Grüttner |

| Arbitro: | Giese |

|              |           |                    |
| Grüttner 59’ | Marcatori | 30’ Thiel 74’ Holz |

| Stoccarda 13 novembre 2012, ore 19:00 CET 15ª giornata | Kickers Stoccarda | 0 – 0 referto | Unterhaching | Gazi-Stadion auf der Waldau (3 100 spett.)\| Arbitro: \| Siewer \| |
| Arbitro:                                               | Siewer            |               |              |                                                                    |

| Arbitro: | Fischer |

|             |           |  |
| Kreuels 10’ | Marcatori |  |

| Arbitro: | Brand |

|  |           |                      |
|  | Marcatori | 4’ Nəzərov 90’ Menga |

| Arbitro: | Beitinger |

|                      |           |  |
| Förster 63’ Fink 66’ | Marcatori |  |

| Arbitro: | Wingenbach |

|              |           |           |
| Grüttner 90’ | Marcatori | 75’ Latza |

#### Girone di ritorno
| Arbitro: | Steinhaus-Webb |

|                              |           |  |
| Grüttner 57’ Leutenecker 83’ | Marcatori |  |

| Arbitro: | Heft |

|  |           |                                       |
|  | Marcatori | 39’ Braun-Schumacher 77’ Savranlioglu |

| Arbitro: | Siebert |

|  |           |                     |
|  | Marcatori | 11’ Thurk 87’ Mayer |

| Arbitro: | Dankert |

|             |           |             |
| Furuholm 2’ | Marcatori | 32’ Ivanuša |

| Arbitro: | Kinhöfer |

|                               |           |  |
| Grüttner 14’, 31’ Gondorf 27’ | Marcatori |  |

| Arbitro: | Beitinger |

|                                   |           |           |
| Staffeldt 10’ Nagy 33’ Zoller 63’ | Marcatori | 24’ Leist |

| Arbitro: | Kempter |

|              |           |          |
| Grüttner 16’ | Marcatori | 56’ Klos |

| Arbitro: | Ostheimer |

|                                |           |  |
| Schumacher 50’, 76’ Heller 90’ | Marcatori |  |

| Arbitro: | Thomsen |

|  |           |             |
|  | Marcatori | 29’ Hofmann |

| Arbitro: | Schmickartz |

|                                |           |  |
| Bach 44’ Eggert 86’ Ziemer 90’ | Marcatori |  |

| Arbitro: | Osmers |

|  |           |                               |
|  | Marcatori | 20’ Bäcker 59’ Kleineheismann |

| Arbitro: | Aarnink |

|                                                           |           |  |
| Çalhanoğlu 31’ (rig.) van der Biezen 38’ Mauersberger 81’ | Marcatori |  |

| Arbitro: | Wingenbach |

|  |           |                      |
|  | Marcatori | 47’ Pfingsten-Reddig |

| Arbitro: | Stegemann |

|           |           |                                            |
| Çınar 30’ | Marcatori | 45’ (rig.) Marchese 53’, 75’, 89’ Grüttner |

| Arbitro: | Weickenmeier |

|                |           |                     |
| Voglsammer 77’ | Marcatori | 22’ (rig.) Marchese |

| Arbitro: | Jablonski |

|                                     |           |                |
| Engelbrecht 50’ Marchese 88’ (rig.) | Marcatori | 47’ Evlyushkin |

| Arbitro: | Dittrich |

|  |           |                |
|  | Marcatori | 79’ Baumgärtel |

| Arbitro: | Rohde |

|              |           |            |
| Grüttner 35’ | Marcatori | 72’ Jansen |

| Arbitro: | Perl |

|           |           |                |
| Costa 84’ | Marcatori | 12’ Dicklhuber |

## Statistiche

### Statistiche di squadra
| Competizione | Punti | In casa | In casa | In casa | In casa | In casa | In casa | In trasferta | In trasferta | In trasferta | In trasferta | In trasferta | In trasferta | Totale | Totale | Totale | Totale | Totale | Totale | DR |
| Competizione | Punti | G       | V       | N       | P       | Gf      | Gs      | G            | V            | N            | P            | Gf           | Gs           | G      | V      | N      | P      | Gf     | Gs     | DR |
| ------------ | ----- | ------- | ------- | ------- | ------- | ------- | ------- | ------------ | ------------ | ------------ | ------------ | ------------ | ------------ | ------ | ------ | ------ | ------ | ------ | ------ | -- |
| 3. Liga      | 40    | 19      | 5       | 6       | 8       | 18      | 19      | 19           | 5            | 4            | 10           | 21           | 29           | 38     | 10     | 10     | 18     | 39     | 48     | -9 |
| Totale       | 40    | 19      | 5       | 6       | 8       | 18      | 19      | 19           | 5            | 4            | 10           | 21           | 29           | 38     | 10     | 10     | 18     | 39     | 48     | -9 |

### Andamento in campionato
| Giornata  | 1  | 2  | 3  | 4  | 5  | 6  | 7  | 8 | 9 | 10 | 11 | 12 | 13 | 14 | 15 | 16 | 17 | 18 | 19 | 20 | 21 | 22 | 23 | 24 | 25 | 26 | 27 | 28 | 29 | 30 | 31 | 32 | 33 | 34 | 35 | 36 | 37 | 38 |
| --------- | -- | -- | -- | -- | -- | -- | -- | - | - | -- | -- | -- | -- | -- | -- | -- | -- | -- | -- | -- | -- | -- | -- | -- | -- | -- | -- | -- | -- | -- | -- | -- | -- | -- | -- | -- | -- | -- |
| Luogo     | T  | C  | T  | C  | T  | C  | T  | C | T | C  | T  | C  | T  | C  | C  | T  | C  | T  | C  | C  | T  | C  | T  | C  | T  | C  | T  | C  | T  | C  | T  | C  | T  | T  | C  | T  | C  | T  |
| Risultato | P  | N  | P  | N  | V  | V  | P  | V | N | P  | P  | P  | V  | P  | N  | P  | P  | P  | N  | V  | V  | P  | N  | V  | P  | N  | P  | P  | P  | P  | P  | P  | V  | N  | V  | V  | N  | N  |
| Posizione | 13 | 14 | 17 | 18 | 13 | 10 | 11 | 8 | 9 | 12 | 14 | 14 | 12 | 13 | 13 | 14 | 16 | 18 | 17 | 16 | 14 | 15 | 15 | 12 | 13 | 13 | 14 | 15 | 18 | 19 | 19 | 19 | 18 | 18 | 17 | 16 | 16 | 17 |

Legenda:

Luogo: C = Casa; T = Trasferta. Risultato: V = Vittoria; N = Pareggio; P = Sconfitta.

### Statistiche dei giocatori
| P. Auracher         | 26 | 0  | 7  | 0 |
| F. Baumgärtel       | 15 | 1  | 1  | 0 |
| S. Braun-Schumacher | 32 | 2  | 12 | 0 |
| K. Dicklhuber       | 15 | 1  | 2  | 0 |
| D. Engelbrecht      | 14 | 1  | 2  | 0 |
| K. Evers            | 17 | 0  | 5  | 0 |
| R. Fennell          | 12 | 2  | 5  | 0 |
| F. Gerster          | 29 | 0  | 1  | 0 |
| J. Gondorf          | 32 | 1  | 4  | 2 |
| N. Groß             | 9  | 0  | 1  | 0 |
| M. Grüttner         | 37 | 18 | 5  | 0 |
| G. Güvenc           | 11 | 0  | 1  | 0 |
| N. Ibrahimovic      | 0  | 0  | 0  | 0 |
| M. Ivanuša          | 20 | 1  | 2  | 0 |
| O. Jatta            | 6  | 0  | 0  | 0 |
| S. Kraus            | 1  | 0  | 0  | 0 |
| M. Krauss           | 9  | 0  | 0  | 0 |
| S. Köpf             | 16 | 0  | 4  | 0 |
| J. Leist            | 36 | 3  | 5  | 0 |
| F. Leutenecker      | 33 | 1  | 5  | 0 |
| E. Marchese         | 29 | 4  | 3  | 0 |
| T. Rühle            | 26 | 1  | 4  | 0 |
| M. Savranlioglu     | 36 | 3  | 4  | 0 |
| P. Schmidt          | 1  | 0  | 0  | 0 |
| P. Sprung           | 10 | 0  | 2  | 0 |
| T. Stadler          | 15 | 0  | 3  | 0 |
| D. Wagner           | 17 | 0  | 0  | 0 |
| R. Wentsch          | 2  | 0  | 0  | 0 |
| M. Álvarez          | 15 | 0  | 3  | 0 |